# 李雪津
李雪津（Lee,Cher-Jean），美國麻州波士頓大學電腦科學碩士，專長為資訊系統整合、規劃與評估。曾任行政院研考會資訊管理處處長、行政院新聞局副局長、行政院研考會委員，臺灣省諮議會秘書長，現任行政院常任顧問。
現職為行政院常任顧問，擔任台灣省諮議會秘書長(95年12月迄104年)期間，將台灣省參議會至台灣省議會時期檔案納入國家數位典藏計畫，全面展開數位化及各項加值應用，並辦理各類特展，積極規劃與中央研究院臺灣史研究所及國立台灣大學合作整理數位典藏資料。